# هاري غرين (لاعب كرة قدم)
هاري غرين (بالإنجليزية: Harry Green)‏ هو لاعب كرة قدم بريطاني (وحمل سابقاً جنسية المملكة المتحدة لبريطانيا العظمى وأيرلندا) في مركز الدفاع، ولد في 19 يناير 1860 في ويست بروميتش في المملكة المتحدة، وتوفي بنفس المكان في 1 مايو 1900. لعب مع وست بروميتش ألبيون.